# Історія освоєння мінеральних ресурсів Росії

Дольмен "Хан" поблизу Геленджика

Кизеловські вугільні копальні (фото XIX ст.)

Видобуток і промивання золотоносного піску на Уралі (фото XIX ст.)

Вигляд Гірничого кадетського корпусу на початку XIX ст. (Санкт-Петербурзький гірничий університет)

Історія освоєння мінеральних ресурсів Росії.
Видобуток каменю на території Росії почався в епоху середнього палеоліту (100-35 тис. років тому). З епохи неоліту (6-е тис. до н. е.) простежуються шліфування і поліровка кам. знарядь, пиляння і свердлування каменя; використовувалися сланець, кварц, гірський кришталь, нефрит, халцедон. Виникає гончарне виробництво. У 2-й половині 4-го і в 3-му тис. до н. е. в Приураллі, на Уралі, в Мінусинській улоговині виникає виробництво міді. З середини 2-го тис. до н. е. мідні, свинцеві і олов'яні родов. розробляються на Алтаї, в Сибіру і особливо на Сер. і Півд. Уралі, де виявлено бл.150 стародавніх розробок мідних руд. Глибина розробок на Гумешивській копальні досягла дек. десятків м. На рудниках бронзової доби добували руди міді, олова, золота (на Уралі, Алтаї, в Мінусинській улоговині); видобуток вели в ямах, котлованах, канавах і шурфами, примітивними шахтами. В період 1-го тис. до н. е. — перші століття н.е розробляли родовища золотих, свинцевих, срібних, мідних руд (родов. Зміїногірське, Салаїрське, Золотушинське, Сургутаєвське, Миколаївське, Березовське, Ріддерське, Бухтармінське, Зирянівське, Сайгачське і інш.). Фінно-угорські племена («чудь»), що жили у 1-му тис. до н. е. в Приураллі, в бас. Півн. Двіни і Печори мали бронзові і мідні знаряддя, металевий посуд. На Уралі і в Сибіру відомі примітивні копальні мідних руд (т. зв. Чудські копальні). Епоха раннього заліза на фоні розвиненої металургії міді на тер. РФ датується 8-7 ст. до н. е. (кобанська, каякентсько-хорочоївська і прикубанська культури Півн. Кавказу, ананьїнська культура в Прикам'ї). У 4-3 ст. до н. е. на Алтаї і в Півд. Сибіру формуються гірничо-металургійні залізовидобувні центри. У Європ. частині РФ поклади озерних, болотяних і лугових (дернових) зал. руд розроблялися з 6-5 ст. до н. е.
У 6-9 ст. н. е. на європейській тер. сучасної РФ розселяються слов'янські племена (з Київської Русі), у яких з'являються перші ремісничі центри. Це приводить до різкого збільшення видобутку руд заліза і міді, кам'яних матеріалів (головним чином вапняку), глини, мінеральних фарб, солі, коштовних каменів (самоцвітів). З розвитком будівництва в межах Київської Русі в 11-12 ст. у великих кількостях добуваються глина для виготовлення цегли, білий вапняк, пісок. Солеваріння починається з 12 ст. (район р. Півн. Двіна, Вологда).
У 13-14 ст. на Новгородській землі почали видобувати зал. руди; у 14 ст. сіль добували в Блахні, в Переславлі-Заліському, в Городці, Нерехті, Старій Руссі, на тер. Ростовської обл. З утворенням Московської держави (1480) формується монархія, розвиваються пром-сть і торгівля, починається інтенсивне заселення Уралу, а потім Сибіру. Розвиваються гірн. промисли.
У 15 ст. добувають цегельні глини і білий вапняк, гіпс, крейду, мармур, граніт, кварцит. Будується «Білокам'яна Москва». Іван III запрошує з-за кордону гірн. майстрів, створює рудопошукові партії для розвідки золотих і срібних руд. З'являються професіонали — рудознавці. Пошуками покладів займалися селяни, купці, ремісники, а також запрошені з Зах. Європи гірники.
У 1491 на р. Печора були відкриті родов. срібних і мідних руд на р. Цильма, де був побудований мідний рудник, що дозволив Московському царству почати карбування розмінної монети з власного металу. У 16 ст. головними районами видобутку озерних і болотяних зал. руд були Новгород, Тіхвін, Каргополь і бас. р. Сурдани. Тоді ж починається виплавка заліза з зал. руд і міді з мідистих пісковиків Уралу. Велике значення набувають соляні промисли, хоча до 18 ст. Росія ввозила сіль з-за кордону. У 16-17 ст. на Кольському п-ові починається видобуток слюди (мусковіту) в районі р. Йона і на землях Соловецького монастиря. Під назвою «московське скло» слюду вивозили в Зах. Європу.
На поч. 17 ст. в передгір'ях Уралу були знайдені поклади халцедону, яшми, агатів, малахіту і інш. цінних виробних каменів. Кольорові камені стають об'єктом гірн. промислу на Уралі (Мурзинські копальні) і в Прибайкаллі, де добували нефрит і лазурит. У 1631 побудований Городищенський залізоробний завод в районі Тули; в 1639 поблизу Деділова — ще 4 таких заводи. У 2-й половині 17 ст. на перше місце по значущості серед мінеральних ресурсів виходять мідні руди. В Олонецькому краї у 1666 були відкриті родов. мідних руд і почато їх видобуток. У 1670 на Спіровому Ручьє (Путозеро) побудовано міделиварний завод, який працював на місцевій сировині.
З 1669 поморами добувалося срібло. На території Заонежжя (центр — Тіхвін) у 17 ст. в значних масштабах видобували зал. руди. В 1677 данець Бутенант фон Розенбуш дістає монопольне право на розробку тут зал. руд і будує залізоробні заводи: Усть-Рецький (1681—1719), Фоймогубський (1685—1710), Ліжемський (1696—1710), Кедрозерський (1696—1710). У 1678 в Нерчинському краї були відкриті родов. срібних руд (експедиція С. А. Лісовського) — почалася експлуатація рудників «Великий Култук» і «Малий Култук». У 1700 побудований Нерчинський сріблоливарний завод. У 1666 на Уралі бл. ст. Мурзинка знайдені поклади мідної руди і кольорові камені, зокрема смарагди (перші смарагди Уралу), а також поклади наждаку.
У 1668 на Колимі знайдено кришталь і кольорові камені. З кін. 17 ст. починається видобуток флогопіту і мусковіту на берегах оз. Байкал. У 1684 іркутський міський голова Л.Кислянський відкрив поблизу Іркутська родов. нафти. У кін. 17 ст. в Красноярському краї відкрите Ірбінське залізорудне родов., на базі якого побудований перший в Сибіру чавуноливарний завод (1734).
До кін. 17 ст. в Росії було 10 залізоробних заводи. Становлення гірн. справи як важливої галузі господарства відбувається при Петрі I. У 20-х рр. 18 ст. в Росії діяло вже понад 100 залізоробних заводи. Д. Г. Мессершмідт (1720) очолює наук. експедицію на Урал і в Сибір, що зібрала числ. колекції і картографічний матеріал. У 18 ст. створюється велика гірничо-металург. база в Олонецькому краї, чому сприяла Північна війна 1700—1721.
У 1714-19 рр. створюється перший бальнеологічний курорт в Росії — Марціальні Води (за 53 км від Петрозаводська) на базі мінеральних джерел, відкритих в 1714. У 18 ст. освоюються зал. руди в центр. районах Росії. Проте зал. руди Підмосковного і Олонецького районів, були низької якості, з невеликим вмістом заліза (бл. 20 %), домішками фосфору. Чавунні гармати, відлиті з цих руд, нерідко при стрільбі вибухали. На Уралі було відкрито родов. високоякісних. зал. руд, флюсових вапняків, вогнетривких глин, що стимулювало розвиток гірництва в цьому районі (Н.Демидов, В. Н. Татіщєв, В. І. Геннін, І. Ф. Блієр та інш.).
У 1701 на р. Нейва на базі родовища був побудований перший на Уралі казенний Невьянський залізоробний завод. У 1728 мансі Анисієм Чумпіним відкрите найбагатше родов. зал. руди г. Благодать, в 1742 — Качканарське залізорудне родовище. Завдяки першим магнітним пошукам зал. руд на Уралі була відкрита г. Магнітна, де в 1747 був закладений перший шурф. В 1745 відкрите Березовське золоторудне родовище, де в 1757 було засновано рудник і завод. У 1760 на р. Ісеть побудована перша в Росії золотозбагачувальна ф-ка. У 1720 на Уралі були відкриті поклади азбесту і почалася їх розробка. У 18 ст. на Уралі починають розробку тугоплавких магнетитових руд, освоюються рудні родов. в Сибіру (на Ангарі, Лені), на Алтаї в Якутії (по р. Вілюй), в Казанській губернії (мідь). У 1737 на pp. Алдан і Чара почато видобуток слюди.
З 18 ст. організуються пошуки вугільних покладів в різн. районах Росії, які приводять до відкриття родов. вугілля на тер. Донецького (офіційно — 1721, Г.Капустін), Кузнецького (1721, М.Волков) і Підмосковного (1722, І. Паліцин і М.Тітов) басейнів. Продовжується освоєння рудних родов. на півночі Європ. частини Росії: 1733 — срібло на о. Ведвежому в Білому м., пізніше там були побудовані рудники «Орел», «Надія», «Стрельна», «Бояри» (1735-41). У ці ж роки помори відкрили мідні руди і самородне золото, (Лапландські заводи). У 1745-46 Ф.Прядунов організував кустарний нафт. промисел шляхом збору нафти з поверхні р. Ухта (перший на тер. Росії нафт. промисел, зібрано 640 кг нафти). В 1750 діяло 72 залізо і чавуноливарних, 29 мідеплавильних заводи. Провідне місце в ті часи займає Урал. В 60-70-х рр. 18 ст. родов. мідних руд відкриті на башкирських землях, в 1782 — на pp. Чусова, Комариха, Каменка. Гірничо-металург. виробництво розвивається і в інш. районах Росії — у Забайкаллі на базі місцевих родов. зал. руд (Березовського і Балягинського), експлуатуються мідні рудники в Агинському степу і верхів'ях pp. Онон і Борзя, в Нерчинському краї у 18 — поч. 19 ст. було відкрито бл. 500 родов., з яких 120 розроблялися, вводяться в експлуатацію родов. поліметалічних руд з високим вмістом срібла на Алтаї і в Забайкаллі, зростає виплавка свинцю (до 1/3 світової), Росія займає одне з провідних місць у світі по видобутку срібла, у великих масштабах ведеться розробка родов. декоративного і виробного каменя, добувалися коштовні камені на Уралі, Алтаї, в Забайкаллі, виникає каменерізне виробництво (Петергофська, Єкатеринбурзька і Коливанська ф-ки).
У 60-ті рр. 18 ст. відкриті родов. бурого вугілля поблизу Тули, на Валдаї, у Кузбасі перша штольня закладена в 1771, тоді ж відкриті поклади вугілля Кансько-Ачинського вугільного бас. (розробка почалася в 1905). У 80-ті рр. 18 ст. відкриті вугільні поклади поблизу Кизела (розробка з 1797). У кін. 18 ст. відкриті поклади вугілля Іркутського вугільного бас. (розробка з 1896, Черемховські копальні). У кін. 18 ст. селянами виявлено вугільне родов. в районі р. Ірбіт, пізніше — родов. вугілля на р. Пишма. У кін. 18 ст. з ініціативи М.Львова почалося пром. використання вугілля півн.-зах. частини Центр. Росії. У кін. 18 ст. в Росії були відкриті і частково розроблялися бл.25 вугільних родовищ. У кін. 18 ст. почато пром. видобуток торфу (поблизу р. Нева, 1789; в Смоленській губ., 1793). В 1783 П.Іноходцев відкриває Курську магнітну аномалію.
На поч. 19 ст. центр видобутку декоративного і буд. каменя формується в Карелії (тівдійські мармури, доломіт, вапняки, виробні камені) поблизу сіл Тівдія і Біла Гора. У 1806 засновується Гірничий департамент, складається система підготовки фахових гірників, починається докладне геол. вивчення надр Сх. Росії: на Уралі, в Нерчинському краї, на Алтаї, в Саянах, Прибайкаллі, Єнісейському краї. Урал як і раніше зберігає монопольне положення в Росії з видобутку і виплавки міді (експлуатується понад 30 родов.). Видобуток олова ведеться в Карелії на родов. Піткяранта (1842—1904) і на Агінському родов. в сер. течії р. Онон (1811—1859). Важливе значення з 19 ст. набуває розробка розсипних родов. золота і платини (долини pp. Бєрьозовка і Пишма).
У 20-х-30-х рр. 19 ст. щорічний видобуток золота на розсипах досяг 640 кг. У 1834 відкрито золотоносні розсипи поблизу Міасса. Відкриття перших розсипів золота в Сибіру в Маріїнській тайзі (pp. Тчерікюль, Макарак, Кундат) в 20-х рр. 19 ст. привело до створення там великих копалень. У 1830 знайдене золото на р. Фоміха, а потім на pp. Суєнья, Бєрьозовка, Чесноковка, Ніколаєвка, Поперечна, Біла, Осипова і інш. У 1836 відкриті золоті розсипи по р. Хорма. У Забайкаллі в 1832 по р. Кара (ліва притока р. Шилка) були виявлені багаті розсипи золота. У 1840-ві рр. тут засновані великі копальні. На підприємствах Нерчинського округу в 1832-62 видобуто 18,35 т золота. З 1830-х рр. великі компанії для промивки золотовмісних пісків застосовували бочечні машини (потужність 300—500 т піску на добу), водобої (прообраз гідромоніторів) для видобутку пісків, з 1850-х рр. — рейкові шляхи відкатки, парові машини. Широко розповсюджувалося старательство. У 1850-х рр. в зв'язку з включенням до складу Росії Приамурського краю почалися пошуки золота на Д. Сході. У 1840 відкриті і почали експлуатуватися золоті розсипи Бодайбінської золотоносної області, у 1843 відкриті Ольокмінські розсипи (експлуат. з 1852).
На копальнях Уралу і Сх. Сибіру вироблялося (чистий метал, т): 1820 — 0,32; 1830 — 6,27; 1840 — 7,5; 1850 — 23,82; 1860 — 24,42, в середині 19 ст. Росія давала 40 % світового видобутку золота (1-е місце у світі). Перше розсипне родов. платини виявлене на р. Уралиха (1819), де в 1824 будується Царево-Олександрівська платинова копальня. Згодом на р. Нижній Тагіл були виявлені найбагатше Сухо-Вісимське родов. розсипної платини. У 1826 на Уралі відкрили перше в Росії родов. графіту, а в 1829 — перше родов. алмазів (бас. р. Койва).
До поч. 19 ст. провідним в розробці родов. поліметалів був Алтай (Зирянівське, Заводинське і інш.). В Забайкаллі на поч. 19 ст. виявлені родов. руд олова (олов'яні копальні Ононські, Кулундінські, Завітінські). У 1810-20 відкривають ряд родов. бурого вугілля (Тульська, Московська, Калузька, Новгородська губернії, бас. Зах. Двіни). В Кузнецькому краї в 1816 побудовано Гур'ївський металургійний завод.
У 1842 оцінені вугленосні площі Кузбасу (розробка з 1855). У 1840 рр. у Сх. Саянах відкрито родов. азбесту і графіту. У 1844 в Хабаровському краї відкритий Буреїнський буровуг. бас. У Красноярському краї в 1856 було розвідано і з 1867 почало розроблятися Абаканське залізорудне родов. У 1850-72 в долині р. Мала Бистра видобуто 50 т лазуриту, 10 т нефриту. У 1870-ті рр. розвідані Сонячне, Пуринське, Новотроїцьке і інш. родов. флюориту. Після 1861 в гірн. промислі Р. відбувається впровадження машин (в осн. імпортних), розширяється мінерально-сировинна база і підвищуються темпи її освоєння. Геол. експедиції з метою пошуків родов. вугілля, нафти, солі і зал. руд охоплюють всю тер. Росії. В 1882 проведена 10-верстна геол. зйомка тер. Європ. частини Росії. З 1860-х рр. почалися пошукові роботи на нафту. У 1866 одержано нафт. фонтан (100 т нафти/добу) в Прикубанні. Вугільне родов. на Д. Сході відкрите у 80-ті рр. 19 ст. на р. Сучан. У 2-й половині 19 ст. на Уралі, Алтаї, в Сибіру і Забайкаллі згортається ряд гірн. підприємств (мідні, срібні та залізні рудники). Однак Урал залишається осн. залізорудною базою Росії (бл.75 % видобутку).
З 1855 на Уралі розробляється перше в Росії Петровське родов. нікелевих руд. На залізорудних кар'єрах застосовуються буропідривна відбійка, транспортування у вагонетках, а для розвідки руд використовуються — бурові машини. У 70-х рр. 19 ст. на Кольському п-ові виявлене свинцеве родов. Починається пром. видобуток золота в Хакасії. Найбільшими були золотодобувні копальні на р. Лена і її притоках (Вітім і Ольокма) та у Забайкаллі. Росія зберігає одне з провідних місць у світі з видобутку солі (на Уралі і у низов'ї Волги). У 1875 відкрите В'ятсько-Камське родов. фосфоритів, в 1885 найбільше у світі Баженівське родов. азбесту на Уралі (розробка з 1889). Починається розробка марганцевих руд на Уралі. З 1900 розробляється Саткинська група родов. магнезиту (Півд. Урал), а у 80-90-ті рр. — родов. нікелевих руд на Сер. Уралі.
Формується пром-сть нерудних буд. матеріалів (цементне, скляне, порцелянове, фаянсове, алебастрове, цегельне виробн.). З 1882 в Краснодарському краї починається розробка найбільшого у світі Новоросійського родов. мергелей для виробн. цементу. У Воронезькій губ. з 1900 розробляється Латненське родов. вогнетривких глин. Наприкінці 90-х рр. 19 ст. відбувається різкий підйомом промисловості в Р. Зростає видобуток нафти, кам. вугілля, зал. руди. У 1891 відкриті поклади вугілля в Якутії (Зирянський вугільний бас.). З організацією в 1913 «Акціонерного товариства Кузнецьких кам.-вуг. копалень і металург. заводів» почалося детальне геол. дослідження Кузбасу і розвиток вуглевидобутку в Кемеровському та Кольчугінському районах, на Прокоп'євських і Кисельовських рудниках. У 70-90-ті рр. 19 ст. бурхливо розвивається гірн. пром-сть на Донбасі і Кривбасі (Україна). У 1910 починається розробка поліметалічних руд в Примор'ї (свинець, цинк і олово). У 1910 в Росії діяло 1100 дрібних рудників і копалень по видобутку золота (бл. 60 % золота добувалося старателями). Частка іноз. капіталу у виробн. золота становила бл.50 % (1913). У 1910-11 рр. виявлене золото на Алдані. На Уралі добувалися практично вся платина, азбест, значна к-ть солі. Срібні руди добувалися в осн. на Алтаї, Уралі і Забайкаллі. У 1897 в Приморському краї відкрите Дальнегорське поліметалічне родов. (розробка з 1932). Основу мінерально-сировинної бази свинцево-цинкової промисловості складали родов. Півн. Кавказу, Зах. Сибіру, Забайкалля, Д. Сходу. З 1914 в Р. видобувають плавиковий шпат (Забайкалля).